# Buda Palanca
Buda Palanca es un pueblo del distrito de Prahova, en Rumanía. Su población en 2011 ronda los 1 700 habitantes. Llegó a ser capital durante 24 horas cuando se estaba llevando a cabo la batalla con Alemania. 
Se encuentra a 20 km de la ciudad más cercana (Ploiesti), desde la que se llega en unos 30 minutos aproximadamente, cogiendo el bus desde la estación sur. En la actualidad se está haciendo una carretera desde Bucuresti hasta Giurgi sin límite de velocidad que pasará por este pueblo. Es una carretera internacional que se hará por todo el país para la comunicación con las fronteras.
El pueblo dispone de dos lugares de enseñanza: una guardería y un instituto de enseñanza primaria y secundaria. También dispone de un centro de correos. Este pueblo solo tiene una iglesia y un cementerio. No tiene un gran centro comercial pero dispone de seis tiendas de alimentación (de cual tres de ellas también disponen de ropa y otros bienes), cinco bares y una discoteca.
Por este pueblo pasan dos ríos: el Prahova y Telejan. Los dos se cruzan a menos de 300 metros de la salida del pueblo (hacia Fanari). La mayoría del terreno del pueblo está asignado a la agricultura. El pueblo tiene tres bosques.